# 彼得·弗里德里赫
彼得·弗里德里赫（捷克語：Petr Frydrych，發音：[ˈpɛtr̩ ˈfrɪdrɪx]；1988年1月13日—）是一位捷克掷标枪运动员。
彼得·弗里德里赫是2009年23岁以下欧洲田径锦标赛银牌得主和当年捷克冠军。在2017年世界田径锦标赛上获得了铜牌，创造了自己生涯的最佳纪录88.32米。彼得·弗里德里赫参加了夏季奥运会两次：2012年在资格赛排第34位，在2016年进入了决赛而排在第12位。
他的教练是三届奥运冠军和世界纪录保持者Jan Železný。

## 外部連結
- 彼得·弗里德里赫在的頁面